# SN 1963S
SN 1963S – supernowa odkryta 17 listopada 1963 roku w galaktyce PGC0005092. W momencie odkrycia miała maksymalną jasność 13,60m.